# Спорный (Краснодарский край)
Спорный — хутор в Гулькевичском районе Краснодарского края России. Входит в состав Скобелевского сельского поселения.

## Население
| 2002 | 2010 |
| ---- | ---- |
| 98   | ↘88  |

## Улицы
- ул. Степная[5].